# Бойко Віталій Володимирович
Віталій Володимирович Бойко (нар. 3 грудня 1997) — український футболіст, атакувальний півзахисник клубу ЛНЗ.

## Життєпис
Вихованець СДЮСШОР (Черкаси) під керівництвом Ковалевича Сергія Миколайовича. Футбольну кар'єру розпочав у 2014 році в складі «Зорі» (Білозір'я), яка виступала в аматорському чемпіонаті України. Також у футболці «Зорі» провів 1 поєдинок у кубку України. З 2015 року виступав у чемпіонаті Черкаської області за команди «Зоря-Черкаський Дніпро-2»/«Черкаський Дніпро-2» та «Уманьферммаш».
Напередодні початку сезону 2017/18 років переведений до першої команди «Черкаського Дніпра». Дебютував за головну команду клубу 15 липня 2017 року в переможному (3:2) домашньому поєдинку 1-о туру Першої ліги проти «Кременя». Віталій вийшов на поле в стартовому складі та відіграв увесь матч.
Завдяки агенту-легенді Черкаського футболу Мачульському Сергію став гравцем футбольного клубу "ЛНЗ" Черкаси.